# Джокякарта (провинция)
Джокякарта е една от провинциите на Индонезия. Населението ѝ е 3 675 768 жители (по преброяване от май 2015 г.), а има площ от 3133 кв. км, която я прави една от най-гъсто населените провинции в страната. Намира се в часова зона UTC+7.
Религиозният ѝ състав през 2010 г. е: 91,4% мюсюлмани, 8,3% християни и 0,3% хиндуисти и будисти. Провинцията е разделена административно на 1 град и 4 регентства. На 27 май 2006 г. в провинцията се случва земетресение с магнитуд от 6,3, което убива 5782 души и ранява около 36 000.